# Vrbičany (okres Litoměřice)
Obec Vrbičany (německy Worwischan) se nachází v okrese Litoměřice v Ústeckém kraji, zhruba 6 km jihojihovýchodně od Lovosic. Žije v ní 318 obyvatel. Obcí prochází silnice druhé třídy číslo 247.

## Historie
První písemná zmínka o obci pochází z roku 1226, kdy ji získal doksanský klášter od Slávka z Oseka. S doksanským klášterem sdílely Vrbičany historii asi 200 let, až je v roce 1410 získal do zástavy rod Zajíců z Hazmburka. Ti později vesnici koupili a brzy poté prodali v roce 1577 Kaplířům ze Sulevic, kterým byl majetek po popravě Kašpara Kaplíře ze Sulevic roku 1623 zkonfiskován. Konfiskát koupil spolu s Třebušínem doktor práv Pavel Wenzelius z Bochova, apelační rádce.
Později panství přešlo svatbou jeho dcery Rosiny Anny do rukou rodu Kresselů z Kvaltenberku (Gwaltenbergu). V té době byl ve vsi poplužní dvůr s nedoloženou tvrzí. Významným představitelem rodu byl pravnuk prvního pobělohorského majitele, František Karel Kressel z Kvaltenberku (1729-1801), roku 1760 povýšený do panského stavu, který ve Vrbičanech v l. 1786–1789 vystavěl pozdně barokní zámek. Po smrti jeho manželky Josefy, rozené hraběnky Strakové z Nedabylic, převzal panství jejich prasynovec svobodný pán František Saleský Karel z Puteani, který v polovině devatenáctého století prodal Vrbičanské zboží rodu hrabat Herbersteinů. Ti jej drželi do roku 1938, kdy zde byla zřízena vnucená správa a dosazen správce[kdo?] (jako účastník nezdařeného spiknutí proti Hitlerovi se zde na zámku v roce 1944 zastřelil).
Po roce 1945 byl zámek zkonfiskován podle Benešových dekretů a užívaly jej různé státní organizace. Zanedbáním údržby ministerstvem zemědělství došlo málem k zániku zámku. Další vlastník, Sempra Vrbičany, dokončil v srpnu 2015 opravu střechy a přízemí jednoho křídla zámku.

## Obyvatelstvo
|           | 1869 | 1880 | 1890 | 1900 | 1910 | 1921 | 1930 | 1950 | 1961 | 1970 | 1980 | 1991 | 2001 | 2011 |
| --------- | ---- | ---- | ---- | ---- | ---- | ---- | ---- | ---- | ---- | ---- | ---- | ---- | ---- | ---- |
| Obyvatelé | 269  | 316  | 314  | 312  | 344  | 376  | 431  | 476  | 390  | 374  | 330  | 286  | 294  | 312  |
| Domy      | 55   | 58   | 62   | 57   | 57   | 63   | 82   | 91   | 95   | 91   | 93   | 100  | 99   | 107  |

## Pamětihodnosti
- Zámek Vrbičany
- Kaple
- Zvonička